# Jim Martin
James "Jim" Blanco Martin, född 21 juli 1961 i Hayward i Kalifornien, är en amerikansk gitarrist. Han är känd som medlem av Faith No More från 1983 till 1993 och medverkar på albumen We Care a Lot, Introduce Yourself, The Real Thing och Angel Dust. År 1997 utgav Martin soloalbumet Milk and Blood.
Han var även gitarrist i bandet Agents of Misfortune 1979–1981, med Metallicas senare avlidne basist Cliff Burton.
Martin har därtill gästspelat på bland annat Metallicas album Garage Inc. och på Echobrains debutalbum Echobrain.